# 835 v.Chr.
Het jaar 835 v.Chr. is een jaartal volgens de christelijke jaartelling.

## Gebeurtenissen

### Assyrische Rijk
- Koning Salmanassar III maakt in zijn annalen melding van de Meden en de Perzen bij het Urmiameer. De Meden slagen erin hun gebied te verdedigen tegen de aanvallen van de Assyriërs.

### Klein-Azië
- Als uitloper van het vervallen Hettietenrijk, sticht koning Sardur I het rijk van Urartu, met als hoofdstad Tushpa (gelegen aan het Vanmeer). In de Bijbel wordt het gebied Ararat genoemd.

### Palestina
- Koning Joas (835 - 796 v.Chr.) heerser over het koninkrijk Juda.

### Egypte
- Koning Sjosjenq III - de zesde farao van de 22e dynastie van Egypte - bestijgt de troon.

## Overleden
- Atalja, koning van Juda
- Takelot II, farao van Egypte